# Eudinostigma fischeri
Eudinostigma fischeri är en stekelart som beskrevs av Vladimir Ivanovich Tobias 1986. Eudinostigma fischeri ingår i släktet Eudinostigma och familjen bracksteklar. Inga underarter finns listade i Catalogue of Life.